# Cynortellina
Genre
Cynortellina est un genre d'opilions laniatores de la famille des Cosmetidae.

## Distribution
Les espèces de ce genre se rencontrent en Colombie et en Équateur.

## Liste des espèces
Selon World Catalogue of Opiliones (17/07/2021) :
- Cynortellina lineata Roewer, 1915
- Cynortellina ornata Roewer, 1917

## Publication originale
- Roewer, 1915 : « 106 neue Opilioniden. » Archiv für Naturgeschichte, vol. 81, no 3, p. 1–152 (texte intégral).